# Malmön
Malmön est une localité de la commune de Sotenäs dans le comté de Västra Götaland en Suède.
Sa population était de 255 habitants en 2019.